# Васа, Кеттиль Карлссон
Кеттиль Карлссон Васа (швед. Kettil Karlsson (Vasa); около 1433 — 11 августа 1465, Замок Тре Крунур, Стокгольм) — шведский государственный и религиозный деятель. Епископ Линчёпинга в 1459—1465 годах, регент Швеции в 1464—1465 годах.

## Биография
Сын Карла Кристиернссона Васы, члена шведского риксрода и кастеляна Расеборгского замка, и Эббы Эриксдоттер Круммедиге, дочери датского стюарда королевства и члена риксрода Эрика Сегебодена Круммедиге. Таким образом, он принадлежал к высшей знати обоих королевств. Он получил церковное образование и в 1454 году был зачислен в Ростокский университет, а в 1455 году также и в Лёвенский университет.

### Церковная карьера
По завершении образования Кеттиль Карлссон вернулся в Швецию и служил каноником в Уппсале, где его двоюродный брат Йонс Бенгтссон Оксеншерна был архиепископом. Из-за семейных связей он поддержал короля Кристиана I после того, как тот стал королём Швеции в 1457 году. В феврале 1458 года в письме к папе Каликсту III король рекомендовал его на должность коадъютора Линчёпинга при стареющем епископе Нильсе Кёниге. Нильс Кёниг умер всего два месяца спустя, в апреле 1458 года, и капитул избрал 25-летнего Кеттиля Карлссона его преемником. Он отправился в Рим за папским благословением, однако не получил его по-видимому из-за своей молодости. Он отправился в Мантую, где служил послом короля Кристиана к Святому Престолу. Папа Пий II подтвердил его назначение на должность епископа Линчёпинга в сентябре 1459 года, и Кеттиль Карлссон официально вступил в должность в 1460 году.

### Приход к власти
С 1457 года свергнутый король Карл VIII Кнутссон находился в изгнании в Данциге. В начале 1460-х слухи о скором возвращении Карла побудили Кристиана I попытаться усилить свой контроль над Швецией.
В 1463 году архиепископ Йонс Бенгтссон Оксеншерна правил Швецией во время пребывания короля Кристиана в Финляндии. По возвращении король арестовал Йонса Бенгтссона и отправил в Копенгаген, поскольку тот отказался проводить его налоговую политику. Родственники архиепископа, семейства Оксеншерна и Васа, в том числе и Кеттиль Карлссон, подняли против короля восстание, собрав сторонников среди знати и крестьянское ополчение. Кеттиль Карлссон стал лидером восстания в Эстергётланде и северном Смоланде и осадил королевские замки. Его родственники тем временем собирали свои силы в северных провинциях Вестманланд, Далекарлия и Уппланд, где недовольство людей было особенно сильным. В феврале 1464 года в Вестеросе Кеттиль Карлссон был избран генерал-капитаном шведских сепаратистов. Он осадил Стокгольм, однако вскоре снял осаду, получив известие о приближении датской армии Кристиана I с юга, разорившей его резиденцию в Линчёпингском замке.
Армия Кеттиля Карлссона разбила силы короля Кристиана I 17 апреля 1464 года в битве при Харакере к северу от Вестероса. Он также разбил войска лорда верховного констебля Туре Турессона Бельке, который попытался высадиться в Вестманланде. Тем не менее Стокгольм оставался под контролем юнионистов, а сепаратистам недоставало флота для блокады гавани Стокгольма. Риксдаг, созванный епископом Кеттилом, призвал изгнанного короля Карла Кнутссона, который привёл с собой флот и наёмников. В результате сепаратисты захватили Стокгольм; 9 августа 1464 года Карл VIII был провозглашён королём, однако Стокгольмский замок остался в руках юнионистов Туре Турессона.
Тем временем благодаря политическому давлению со стороны церкви и других стран архиепископ Йонс Бенгтссон был освобождён из датского плена и примирился с королём Кристианом. Прибытие архиепископа в Стокгольм вызвало конфликт между епископами и королём Карлом, который быстро перерос в открытую войну. Объединив свои силы с гарнизоном Туре Турессона в Стокгольмском замке, епископы вскоре сделали положение Карла Кнутссона невыносимым.
Кеттиль Карлссон был избран лордом-протектором и регентом Швеции 26 декабря 1464 года, а Йонс Бенгтссон — его соправителем; 30 января 1465 года король Карл отрёкся от престола, вместо этого получив замки Расеборг и Корсхольм в Финляндии. Правление епископа Кеттиля было кратким. Он умер от чумы 11 августа 1465 года в Стокгольмском замке и был похоронен под алтарем Линчёпингского собора. После его смерти Йонс Бенгтссон стал единоличным регентом Швеции.